# خفج حقلي
خفج حقلي (الاسم العلمي: Diplotaxis arvensis) هو نوع من النباتات تتبع جنس الخفج من الفصيلة الكرنبية.